# Jin Huaidi
Huaidi (懷帝) est un empereur de Chine de la dynastie Jin de l'Ouest né en 284 et mort le 14 mars 313. Il règne de 307 à 311, année de sa capture par les armées du Zhao antérieur.

## Biographie
Sima Chi est le fils de l'empereur Wudi, le fondateur de la dynastie Jin, et de sa concubine Wang. Il est l'un des plus jeunes fils de Wudi. Durant les premières années de la guerre des huit princes, il se tient à l'écart du conflit et se consacre à l'étude de l'histoire, mais il se retrouve bombardé héritier du trône en 305. Son frère, l'empereur Huidi, est empoisonné en 307 et il monte alors sur le trône. Sima Yue (en), régent sous le règne de Huidi, conserve la majeure partie du pouvoir.
Après la mort de Sima Yue, le Zhao antérieur (dont l'élite est composée de Xiongnu sinisés) s'empare de Luoyang, la capitale des Jin, en 311. Huaidi est capturé et exécuté deux ans plus tard. Son neveu Sima Ye reprend le titre d'empereur après sa mort.